# Allen Bradford
Allen Bradford (Colton, 31 agosto 1988) è un giocatore di football americano statunitense che gioca nel ruolo di linebacker per gli Atlanta Falcons della National Football League.
Fu scelto dai Tampa Bay Buccaneers nel corso del sesto giro del Draft NFL 2011. Al college ha giocato a football alla University of Southern California.

## Carriera professionistica

### Seattle Seahawks
Bradford fu svincolato dai Seattle Seahawks il 17 ottobre 2011 ma rifirmò quattro giorni dopo per giocare nella squadra di allenaento. Dopo essere tornato a giocare con Seattle gli fu cambiato ruolo in linebacker. La sua stagione da rookie si concluse con sole 13 yard corse. Il 31 agosto 2012, Bradford fu tagliato dai Seahawks ma rifirmò il giorno successivo per far parte della squadra di allenamento di Seattle. Nella stagione 2012 disputò una sola partita senza far registrare alcuna statistica.

## Palmarès

### Franchigia
- National Football Conference Championship: 1

Seattle Seahawks: 2014

## Statistiche
| Partite totali      | 13 |
| Partite da titolare | 0  |
| Tackle              | 4  |
| Sack                | 0  |

Statistiche aggiornate alla stagione 2014